# Provinz Santiago del Estero
Santiago del Estero ist eine Flachlandprovinz im nördlichen Argentinien mit subtropisch-heißem Klima. Benachbarte Provinzen sind im Uhrzeigersinn von Norden Chaco, Santa Fe,  Córdoba, Catamarca, Tucumán und Salta.

## Geographie
Das Territorium der Provinz ist in der Nordosthälfte fast ausnahmslos flach, während die Südwesthälfte hügelig ist, dort befinden sich die niedrigen Gebirgszüge der Sierra de Ambargasta (Südwesten), Sierra de Sumampa (Süden) und Sierra de Guasayan (Westen) mit maximal 800 m Höhe. Alle drei Bergländer gehören zum System der Sierras Pampeanas.

### Klima
Das Klima in Santiago del Estero ist subtropisch. Campo Gallo im Nordosten der Provinz gehört gemeinsam mit Rivadavia in Salta und Villa de María in Córdoba zu den beiden Orten, an denen die höchsten Temperaturen Südamerikas gemessen wurden (47,3 °C). Die Durchschnittstemperatur liegt zwischen 19 °C im Bergland im Süden und 23 °C im Nordosten, im Sommer sind es 25 bis 29 °C, im Winter 12 bis 16 °C. Der Osten ist der feuchtere Landesteil mit bis 800 mm Niederschlag im Jahr, im gesamten Territorium sind jedoch die Winter trocken.

### Flora und Fauna
Santiago del Estero gehört landschaftlich, nicht aber kulturell, gerade noch zum Gran Chaco und ist von einem Buschwald („Monte“) bedeckt, der aus lichten Bäumen (z. B. Algarrobo, Quebracho) baumhohen Kakteen und sperrigem Dorngebüsch (z. B. Vinal mit bis zu 15 cm langen Dornen) besteht. Viele Pflanzen tragen essbare Früchte, die gesammelt und verwertet werden. Dazwischen gibt es Gras, auf dem Ziegen, Esel und einzelne Kühe weiden können, eine Viehzucht im großen Stil wie in der Pampa ist aber nicht möglich. Der Boden ist salpeterhaltig, im Süden der Provinz gibt es Salinen. Im „Monte“ gibt es einerseits viele gefährliche Tiere wie Schlangen, Pumas, Skorpione, andererseits aber auch jagdbares Wild wie Gürteltiere, Viscachas (hasenartige Tiere) und Leguane. Gewöhnlich bessern die Männer den Speisezettel durch die Jagd auf.
Einen Sonderfall in der Vegetation nimmt die Sierra de Guasayan im Südwesten der Provinz ein, die von einer deutlich dichteren Vegetation bedeckt ist, vergleichbar mit den Urwäldern der Yunga. Dies liegt daran, dass das Gebirge die Regenwolken staut und damit mehr Niederschlag erhält als der Rest der Provinz.

## Bevölkerung
Santiago del Estero ist mit 136.351 km² beinahe doppelt so groß wie Bayern (70.550 km²). Die Provinz ist für argentinische Verhältnisse mittelgroß und mit nur etwa 900.000 Einwohnern dünn besiedelt. Von diesen leben allein über 250.000 in der Provinzhauptstadt.
Santiago del Estero ist eine der ärmsten Provinzen Argentiniens. Das Bruttosozialprodukt liegt bei nur 2.035 $ pro Einwohner und kommt somit auf weniger als ein Viertel des Landesdurchschnitts, der bei 8.860 $ liegt (Zum Vergleich: In Deutschland beträgt es 23.650 $.).
Santiago del Estero liegt damit noch deutlich unter dem lateinamerikanischen Durchschnitt, der 1993 bei 2.950 $ pro Kopf lag.
Die in der Zeitung „El Liberal“ veröffentlichte Studie bezeichnet von den 28 Departamentos der Provinz die Armutssituation in nur vier Departamentos als „gut“, in acht als „normal“, in vier als „schlecht“, in elf als „sehr schlecht“ und in einem als „untragbar“. Dies bedeutet, dass beispielsweise im Departamento Choya, dessen Situation als „gut“ bezeichnet wird, von den 30.691 Einwohnern 26,9 % unter dem Existenzminimum leben, 14,1 % der Häuser Baracken sind, 37 % der Wohnungen keine sanitären Einrichtungen haben, die Analphabetenrate bei 6,4 % liegt und den Bewohnern 46 Schulen und 66 Ärzte (1:465 Einw.) zur Verfügung stehen. Im Departamento Salavina, das keine größeren Ortschaften besitzt und dessen Situation als „sehr schlecht“ bezeichnet wird, leben von den 9100 Einwohnern 61,8 % unter dem Existenzminimum, 65,3 % leben in Baracken, 82 % der Häuser haben keine sanitären Einrichtungen, die Analphabetenrate liegt bei 11 % und es gibt 37 Schulen und drei Ärzte (1:3033 Einw.). Die relativ hohe Zahl an Schulen erklärt sich dadurch, dass es sich bei den meisten um ein- oder zweiklassige Landschulen handelt.

### Situation der Landbevölkerung
Die Situation der Landbevölkerung: In der Provinz Santiago del Estero gibt es im Gegensatz zu den meisten anderen Provinzen Argentiniens keine großen Estanzien mit eingezäuntem Gelände. Die Bauern leben verstreut im „Monte“ und leben von der Landwirtschaft im kleinen Stil. Zu diesem Sektor gehören ca. 15.000 Familien oder 70.000 Personen, also etwa zehn Prozent der Provinzbevölkerung.
Die Besitzverhältnisse des Landes sind unklar. Die Bewohner sind Familien, die schon seit Generationen dort wohnen, aber keine schriftlichen Besitznachweise haben. Immer wieder präsentieren sich Dritte als Landbesitzer, die teilweise sogar schriftliche Nachweise dafür haben, aber gar nicht das Land bewohnen, und dessen Bewohner zu vertreiben versuchen. Da derzeit eine Klimaveränderung im Gange ist und es feuchter wird, gewinnt die Erde an Wert und wird so für Unternehmen aus dem Ausland oder anderen Provinzen interessant.
Laut Gesetz ist eine Person Besitzer des Landes, wenn sie oder ihre Vorfahren mindestens 20 Jahre das Land bewohnt, bearbeitet und Verbesserungen (z. B. Brunnen, Umzäunungen) geschaffen hat. Allerdings haben die Kleinbauern nicht die finanziellen Mittel, dieses Recht geltend zu machen. Viele Landbewohner werden so zu einer Auswanderung in die Städte gezwungen und verlieren so nicht nur ihre Lebensgrundlage, sondern auch ihre Heimat, ihre kulturellen Wurzeln und ihre Identität. Die Mitarbeiter der diözesanen Pastoral Social unterstützen diese von der Vertreibung bedrohten Menschen und helfen ihnen, ihre Rechte geltend zu manchen.
Die Frauen auf dem Land spinnen mit der Handspindel und weben Decken nach alten indianischen Techniken.
Teilweise gibt es auch Landwirtschaft in größerem Stil, hauptsächlich in der Gegend um Fernandez. Dort wird vor traditionellerweise Baumwolle angebaut. In den letzten Jahren werden aber die Felder gar nicht mehr abgeerntet, da durch den Preisverfall die durch die Ernte verursachten Kosten die Gewinne überstiegen.
Die Gentechnik macht auch vor dieser abgelegenen Provinz nicht halt, Gensoja wird nun zum neuen Hauptanbauprodukt, das besonders interessant ist, da seit der Krise die Fleischpreise stark gestiegen sind.
Da die Verdienstmöglichkeiten auf dem Land für das Überleben nicht reichen, arbeiten die meisten Männer als Saisonarbeiter auf den Feldern in der Provinz Buenos Aires.

### Situation in den Städten
In den Städten arbeiten die Menschen größtenteils im öffentlichen Dienst (typische Berufe sind: Polizist, Lehrer und Krankenschwester), daneben gibt es Selbständige und sehr viele, die im informellen Sektor arbeiten.

## Geschichte
Die Provinz Santiago del Estero gehört kulturell zum Nordwesten Argentiniens. Die ursprünglichen Bewohner dieses Landesteiles, die Diaguita und andere Ethnien, lebten in Dörfern und betrieben Landwirtschaft. Im Gegensatz dazu wurden die größten Teile des heutigen Argentinien von nomadischen und halbsesshaften Jägervölkern bewohnt. Im nahen Andengebiet lebten die Menschen in Häusern aus Stein und Festungen (Pucará).
Die Völker des Nordwestens standen zum Zeitpunkt der Eroberung durch die Spanier unter dem kulturellen Einfluss der Inkas, denen sie zu Abgaben verpflichtet waren. In Santiago siedelten die Inkas, ein Quechua sprechendes Volk, an, das die ursprünglichen Bewohner verdrängte. Dieses Quechua-Volk vermischte sich später mit den spanischen Einwanderern, und so entstand eine neue Kultur mit Elementen aus beiden Ursprungskulturen. Bis heute wird auf dem Land der Quechua-Dialekt Quichua Santiagueño gesprochen, der allerdings mehr und mehr verschwindet. Die junge Generation spricht fast nur noch Spanisch, von einigen sehr entlegenen Gegenden abgesehen, in denen aber der Schulunterricht auch nur auf Spanisch gehalten wird. Inzwischen werden zwar Quichua-Kurse angeboten, und es ist Mode, vor allem soziale Einrichtungen in Quichua zu benennen, aber allgemein wird das Quichua Santiagueño zu den bedrohten Sprachen gezählt.
Santiago del Estero nennt sich älteste Stadt Argentiniens, korrekterweise muss man sie aber als die älteste durchgängig bewohnte Stadt bezeichnen. Santiago wurde 1553 von spanischen Eroberern, die aus Peru kamen, gegründet. Später wurde sie zu einem wichtigen Haltepunkt auf der Straße von den bolivianischen Silberminen zum Río de la Plata.
Die Provinz Santiago del Estero war nach einem landesweiten Befreiungskrieg gegen die Spanier seit dem 9. Juli 1816 Teil der Vereinigten Provinzen des Río de la Plata, zunächst weitgehend autonom. 1853 wurde zunächst ohne die abtrünnige Provinz Buenos Aires die heutige Argentinische Republik gegründet und eine föderalistische Verfassung in deren erster Hauptstadt Paraná verabschiedet.
Seit seiner ersten Amtszeit als Gobernador 1948 bis 1952 prägte Carlos Arturo Juárez das politische Leben in der Provinz. Juárez, der in der Provinz El Tata (Der Vater) genannt wurde,  war über die Jahrzehnte noch mehrmals Gouverneur der Provinz. Als seine Ehefrau Nina Aragonés de Juárez im Dezember 2002 selbst Gouverneurin wurde, berief sie ihren Ehemann zum Justizminister in die Provinzregierung. Sie versuchte, die Aufklärung des Doppelmordes an Patricia Villalba und Leyla Bshier Nazar in La Dársena im Departamento Banda zu verhindern. Darüber hinaus ergab das Verhör des früheren Geheimdienstchefs der Provinz, Antonio Musa Azar, dass in den Mord und andere Verbrechen auch Angehörige von Politikern verstrickt waren und diese von der Gouverneurin und ihrem Ehemann geschützt wurden. Nach einer durch die Zentralregierung unter Präsident Néstor Kirchner angeordneten Untersuchung wurde die Gouverneurin sowie deren Ehemann von ihren Aufgaben entbunden und durch Pablo Lanusse ersetzt.

## Politik und Verwaltung

### Politisches System
Die Provinz Santiago del Estero ist eine der 23 Provinzen des Landes. Argentinien ist ein demokratischer Bundesstaat (föderaler Staat) mit starker Stellung des Staatspräsidenten (präsidentielles Regierungssystem) und weitreichender Autonomie der 23 Provinzen und der autonomen Stadt Buenos Aires. So haben die sich als Gliedstaaten verstehenden Provinzen jeweils eine eigene, der Bundesverfassung untergeordnete Verfassung und besitzen eigene Exekutiven mit einer Gouverneur an der Spitze (Gobernador) sowie Legislativen. Auch die Gerichtsbarkeit wird unterhalb der Bundesebene auch auf Gliedstaatenebene organisiert. Die entsprechende Verfassung Argentiniens stammt aus dem Jahr 1853.
Gouverneur der Provinz ist seit 2005 Gerardo Zamora von der Parte Unión Cívica Radical (UCR), unterbrochen von einer Amtszeit Claudia Ledesma Abdalas (2013–2017) von der Partei Frente de Todos.

### Verwaltungsgliederung
Die Provinz Santiago del Estero ist in 27 Departamentos untergliedert.
| Departamento    | Hauptstadt            | Fläche in km² | Einwohner |
| Aguirre         | Pinto                 | 03.692        | 008.970   |
| Alberdi         | Campo Gallo           | 13.507        | 020.104   |
| Atamisqui       | Villa Atamisqui       | 02.259        | 014.903   |
| Avellaneda      | Herrera               | 03.902        | 025.476   |
| Banda           | La Banda              | 03.597        | 170.651   |
| Belgrano        | Bandera               | 03.314        | 0010.813  |
| Capital         | Santiago del Estero   | 02.116        | 330.112   |
| Choya           | Frías                 | 06.492        | 043.736   |
| Copo            | Monte Quemado         | 12.604        | 035.741   |
| Figueroa        | La Cañada             | 06.695        | 020.270   |
| General Taboada | Añatuya               | 06.040        | 046.508   |
| Guasayán        | San Pedro de Guasayán | 02.588        | 009.255   |
| Jiménez         | Pozo Hondo            | 04.832        | 018.625   |
| Juan F. Ibarra  | Suncho Corral         | 09.139        | 020.589   |
| Loreto          | Loreto                | 03.337        | 024.060   |
| Mitre           | Villa Unión           | 03.667        | 001.440   |
| Moreno          | Quimilí               | 16.127        | 040.460   |
| Ojo de Agua     | Villa Ojo de Agua     | 06.269        | 015.116   |
| Pellegrini      | Nueva Esperanza       | 07.330        | 026.193   |
| Quebrachos      | Sumampa               | 03.507        | 012.354   |
| Río Hondo       | Termas de Río Hondo   | 02.124        | 066.761   |
| Rivadavia       | Selva                 | 03.402        | 005.315   |
| Robles          | Fernández             | 01.424        | 054.015   |
| Salavina        | Los Telares           | 03.562        | 012.787   |
| San Martín      | Brea Pozo             | 02.097        | 0011.848  |
| Sarmiento       | Garza                 | 01.549        | 005.038   |
| Silípica        | Árraga                | 01.179        | 009.766   |

## Wirtschaft

### Landwirtschaft
Die landwirtschaftliche Produktion Santiago del Esteros besteht hauptsächlich aus dem Anbau von Baumwolle, Soja, Mais, Weizen und dem Anbau von Gemüse und Sorghum für den internen Markt.

#### Weizen
Der Weizenanbau erlebt seit dem Jahr 2000 einen rasanten Anstieg, ausgewiesen durch die Ausweitung der Anbauflächen von traditionell 40.000 Hektar bis 1999 auf 184.000 Hektar im Jahr 2004. Parallel dazu stieg die Produktion von 95.800 Tonnen auf 282.000 Tonnen im gleichen Zeitraum. Weizen stieg mit 26,5 Millionen erwirtschafteten Dollar zum drittwichtigsten Exportprodukt der Provinz auf.

#### Sorghum
Die Produktion von Sorghum betrug im Jahr 2004 ca. 240.000 Tonnen und blieb damit im Durchschnitt der Jahre 1991–2004. Sorghum wird vor allem als Futtermittel in der Rinderzucht verwendet. Die Produktion dient zum allergrößten Teil dem internen argentinischen Markt und zu einem geringen Teil dem Export.

## Kultur
Aus der Provinz Santiago kommt die Chacarera, eine Musikrichtung, die zur bekanntesten Folklore Argentiniens geworden ist.
Einige wichtige Persönlichkeiten aus der Geschichte Santiago del Esteros sind Oberst Juan Francisco Borges, Führer des Unabhängigkeitskrieges (Vorfahr des Schriftstellers Jorge Luis Borges), der Maler des 19. Jahrhunderts Felipe Taboada, sowie die revolutionären Führer Marios Roberto und Francisco René Santucho, Gründer des Partido Revolucionario de los Trabajadores (PRT, Revolutionäre Partei der Arbeiter) und des Ejército Revolucionario del Pueblo (ERP, Revolutionäre Armee des Volkes).
Im Feld der Künste stellte die Stadt wichtige Vertreter wie Ramón Gómez Cornet, Carlos Sánchez Gramajo, Alfredo Gogna, Ricardo und Rafael Touriño in den bildenden Künsten und Jorge Washington Ábalos, Bernardo Canal Feijóo, Clementina Rosa Quenel, Ricardo Rojas und Julio Carreras in der Literatur.
Santiagos Musikerbe ist einer der wichtigsten kulturellen Aspekte der Stadt, mit den charakteristischen Volkstänzen Chacarera und Zamba. Unter den zahlreichen berühmten Künstlern und Gruppen, die die Provinz hervorgebracht hat, befinden sich die Manseros Santiagueños, Alfredo Ábalos, Jacinto Piedra und Raly Barrionuevo.